# Adamant Range
Adamant Range är ett berg i Kanada.   Det ligger i provinsen British Columbia, i den centrala delen av landet, 3 100 km väster om huvudstaden Ottawa. Toppen på Adamant Range är 1 806 meter över havet.
Terrängen runt Adamant Range är mycket bergig. Trakten runt Adamant Range är nära nog obefolkad, med mindre än två invånare per kvadratkilometer.. Det finns inga samhällen i närheten. 
Trakten runt Adamant Range består i huvudsak av gräsmarker.

## Fotnoter
1. ↑  Framräknat ur variansen i alla höjduppgifter (DEM 3") från Viewfinder Panoramas, inom 10 km radie.[2] Mer om algoritmen finns här: Användare:Lsjbot/Algoritmer.